# Senyoria d'Albret
La senyoria d'Albret fou una jurisdicció feudal d'Aquitània, a França. Els senyors d'Albret van enllaçar amb la casa de Navarra i van esdevenir amb Enric (IV) reis de França. El 1550 la baronia de Nérac, els vescomtats de Castelmoron i de Tartàs i algun altre domini van ser erigits en ducat-pairia d'Albret, que va passar a la corona el 1589. El 1641 el rei el va cedir a Enric II de Borbó Príncep de Condé, Duc de Châteauroux, Duc de Montmorency, i Duc d'Enghien i de Bellegarde; el seu fill Lluís de Borbó el va vendre el 1651 als La Tour que el van tenir fins a la revolució.
senyors d'Albret:
- Amanieu I 1050-1060
- Amanieu II 1060-?
- Bernard Ezi I ?-?
- Amanieu III 1100-1130
- Bernard Ezi II 1130-?
- Amanieu IV ?-1174
- Amanieu V 1174-1209
- Amanieu VI 1209-1255
- Amanieu VII 1255-1270
- Bernard Ezi III 1270-1281
- Mathe d'Albret, senyora 1281-1295
- Isabelle d'Albret, senyora 1295-1298
- Amanieu VIII 1298-1324
- Bernard Ezi IV 1324-1358
- Arnaud Amanieu I 1358-1401
- Carles I d'Albret 1401-1415
- Carles II d'Albret 1415-1471
- Joan I d'Albret (associat, + abans de 1471) també conegut com a Joan I vescomte de Tartas
- Alan I d'Albret el Gran 1471-1522
  - Joan II d'Albret (associat, + vers 1516)
- Enric I d'Albret 1522-1555 Rei de Navarra com Enric II (duc d'Albret)
- Joana I d'Albret 1555-1572 Reina de Navarra com Joana III. (duquessa d'Albret)
- Enric II d'Albret 1572-1610 (net de Joana I d'Albret i III de Navarra, rei de França) (duc d'Albret)
- a la corona 1589-1641
- Enric II de Borbó-Condé 1641-1646
- Lluís II de Borbó-Condé 1646-1651 (venut)
- Frederic Maurici de La Tour 1651-1652
- Godofred Maurici de La Tour 1652-1696
- Emmanuel Teodosi de La Tour 1696-1730
- Carles Godofred de La Tour d'Auvergne 1730-1771
- Godofred Carles Enric de La Tour d'Auvergne 1771-1789 (+1792)
- suprimit per la revolució 1789.